# Lotta Dem
Lotta Dem è un singolo della rapper statunitense Bhad Bhabie, pubblicato il 29 maggio 2019.

## Tracce
1. Lotta Dem – 2:12